# Johann Victor von Thurn
Johann Victor von Thurn (* 4. Februar 1701 in Romanshorn; heimatberechtigt in Wil; † 26. Januar 1773 in St. Gallen) war ein fürstäbtischer Vogt und als Landshofmeister oberster Minister des Klosterstaats.

## Leben und Wirken
Johann Victor von Thurn war Sohn des fürstäbtischen Obervogts von Rorschach und Hofmarschalls der Fürstabtei St. Gallen Gall Anton von Thurn, sowie Enkel des Fidel von Thurn. Seine Mutter war Anna Maria Rinck von Baldenstein. Er ehelichte 1730 Maria Katharina Wilhelmina, Tochter des Herrn von Zuckenriet und Erbkämmerers der Fürstabtei Joachim Christoph Giel von Gielsberg. In zweiter Ehe heiratete Thurn 1749 Maria Theresia Magdalena Elisabeth von Ulm-Erbach. Aus erster Ehe war von Thurn Vater von dreizehn Kindern. Sein älterer Bruder Joseph Leodgar (1697–1759) war Obervogt auf Rosenberg.
Johann Victor von Thurn war zum geistlichen Beruf bestimmt und wurde Chorherr in Delsberg. Er resignierte 1725, trat in den Dienst der Fürstabtei St. Gallen ein und wurde ein enger Vertrauter der drei Fürstäbte Joseph von Rudolphi, Cölestin Gugger von Staudach und Beda Angehrn. Von 1728 bis 1736 diente er als Obervogt zu Oberberg und anschliessend bis 1743 als Landvogt im Toggenburg. Als St. Galler Landshofmeister wirkte von Thurn von 1744 bis 1773. Im Jahr 1758 erwarb er die Herrschaft Blidegg und begründete den Zweig Blidegg der Thurn und Valsassina, der 1851 erlosch. Johann Victor von Thurn starb 1773 und Fürstabt Angehrn würdigte ihn mit der Notiz: «Er war ein treuer Minister, der in turbulentesten Zeiten Klugheit und Hochherzigkeit zeigte».
Ein Gemälde mit seinem Porträt ist im Schloss Bruchhausen erhalten. Ein Tragsekretär und weitere Möbel aus seinem Besitz stehen im Prälatenzimmer des Klosters St. Gallenberg.

## Belege
1. 1 2  Lorenz Hollenstein: Johann Victor von Thurn. In: Historisches Lexikon der Schweiz.  11. Oktober 2012.
2. 1 2 3 4  Markus Kaiser: «Es lebe der Herr Obervogt!» Die Möbel des Johann Viktor von Thurn. In: Benediktinerinnen-Abtei St. Gallenberg in Glattburg bei Oberbüren. St. Gallen 2004. S. 318–322.
3. ↑  Max Baumann: Die Familie von Thurn und ihre Ämter in der Fürstabtei St. Gallen (Tabelle 2). In: Silvio Bucher (Hrsg.): Sankt-Galler Geschichte 2003. Band 3. St. Gallen 2003, ISBN 978-3-908048-43-5. S. 60.

| Personendaten    | Personendaten                                                |
| ---------------- | ------------------------------------------------------------ |
| NAME             | Thurn, Johann Victor von                                     |
| ALTERNATIVNAMEN  | Thurn und Valsassina, Johann Victor von (vollständiger Name) |
| KURZBESCHREIBUNG | Schweizer Beamter, Landshofmeister                           |
| GEBURTSDATUM     | 4. Februar 1701                                              |
| GEBURTSORT       | Romanshorn                                                   |
| STERBEDATUM      | 26. Januar 1773                                              |
| STERBEORT        | St. Gallen                                                   |